# إلين كي
إلين كي (بالسويدية: Ellen Key) (و. 1849 – 1926 م) هي مترجمة، وكاتِبة، وناقدة، وتربوية، وناشطة حق تصويت المرأة، ونسوية، وناشطة حقوق المرأة سويدية، وكانت عضوةً في الاتحاد الاجتماعي والسياسي للمرأة، توفيت عن عمر يناهز 77 عاماً.

## روابط خارجية
- إلين كي على موقع الموسوعة البريطانية (الإنجليزية)